# Nujiang
Der autonome Bezirk Nujiang der Lisu (chinesisch 怒江傈僳族自治州, Pinyin Nùjiāng Lìsùzú Zìzhìzhōu Lisu-Schrift: ꓠꓳ-ꓟꓵ ꓡꓲ-ꓢꓴ ꓫꓵꓽ ꓚꓲꓸ ꓛꓬꓽ ꓗꓪꓼ ꓫꓵꓽ ꓝꓳꓴ, latinisiert: Nolmut Lisu Shit Jilqait Guatsh) liegt im Nordwesten der chinesischen Provinz Yunnan. Sein Verwaltungssitz ist die Großgemeinde Liuku (六庫鎮). Nujiang hat eine Fläche von 14.589 km² und 552.694 Einwohner (Stand: Zensus 2020).

## Administrative Gliederung
Auf Kreisebene setzt sich Nujiang aus einer kreisfreien Stadt, einem Kreis und zwei autonomen Kreisen zusammen. Diese sind (Stand der Einwohnerzahlen: Zensus 2020):
- Kreisfreie Stadt Lushui (泸水市), 3.098 km², 203.977 Einwohner;
- Kreis Fugong (福贡县), 2.750 km², 114.372 Einwohner, Hauptort: Großgemeinde Shangpa (上帕镇);
- autonomer Kreis Gongshan der Derung und Nu (贡山独龙族怒族自治县), 4.381 m², 38.471 Einwohner, Hauptort: Großgemeinde Cikai (茨开镇);
- autonomer Kreis Lanping der Bai und Primi (兰坪白族普米族自治县), 4.368 km², 195.874 Einwohner, Hauptort: Großgemeinde Jinding (金顶镇).

## Ethnische Gliederung der Bevölkerung (2000)
Beim Zensus im Jahre 2000 hatte Nujiang 491.824 Einwohner (Bevölkerungsdichte: 33,45 Einwohner/km²).
| Name des Volkes | Einwohner | Anteil  |
| --------------- | --------- | ------- |
| Lisu            | 231.819   | 47,13 % |
| Bai             | 132.622   | 26,97 % |
| Han             | 64.585    | 13,13 % |
| Nu              | 26.670    | 5,42 %  |
| Primi           | 14.374    | 2,92 %  |
| Yi              | 9.805     | 1,99 %  |
| Derung          | 5.456     | 1,11 %  |
| Naxi            | 2.121     | 0,43 %  |
| Tibeter         | 1.805     | 0,37 %  |
| Dai             | 465       | 0,09 %  |
| Hui             | 429       | 0,09 %  |
| Zhuang          | 342       | 0,07 %  |
| Sonstige        | 1.331     | 0,28 %  |